# Teddy Mayer
Edward Everett Mayer (Scranton, Pensilvania, 8 de septiembre de 1935-Inglaterra, 30 de enero de 2009) fue un emprendedor del mundo de la carreras de motor que triunfó en diferentes tipos de carreras como la Fórmula 1 o el IndyCar.

## Biografía
Mientras estudiaba derecho en la Cornell Law School, Mayer se involucró en el equipo Rev-Em de la Formula Junior con los pilotos Timmy y Peter Revson. Después de graduarse en 1962, se fue con su hermano a Revson a Europa y se unió con Bruce McLaren para fundar su equipo de Fórmula 1. A pesar de la muerte de su hermano en 1964, Mayer continuó involucrado en el automovilismo y asumió el control del McLaren después de la muerte de Bruce McLaren en 1970.
Durante la década de los 70, McLaren obtuvo muchos éxitos, sobrte todo con Emerson Fittipaldi y James Hunt. Además de la Fórmula 1, McLaren también compitió en la USAC, CART y la  CanAm bajo la dirección de Mayer. Con él, el equipo McLaren ganó en dos ocasiones de las 500 Millas de Indianápolis.
Hacia el final de la década, los resultados del equipo en la Fórmula 1 comenzaron a declinar y el patrocinador principal Marlboro  diseñó una fusión con el equipo del Proyecto 4 dirigido por Ron Dennis. Mayer permaneció como codirector hasta 1982, cuando vendió sus acciones y dejó el equipo que había ayudado a crear.
Mayer continuó trabajando en el mundo del motor, primero en la IndyCar con el equipo Texaco bajo la bandera de Mayer Motor Racing, y luego en 1986 regresando a la Fórmula 1 como gerente del Team Haas, un nuevo equipo que cofundó con Carl Haas y que fue campeón del mundo en 1980, Alan Jones junto a la ex Ferrari y Renault, Patrick Tambay. Si bien los resultados fueron pobres, el equipo mostró un gran potencial con el coche generalmente considerado como uno de los mejores en el paddock de F1, pero fue decepcionado por la poca potencia del Motor turbo Ford TEC, hasta la adquisición del patrocinador Beatrice forzó la retirada del equipo.
Después de un año de retiro, Mayer regresó a las carreras de CART, uniéndose a la Penske, como vicepresidente de las operaciones de automovilismo, presidiendo el éxito del equipo en la década de 1990. Pasó a ocupar un puesto de consultor en Penske, cargo que ocupó hasta 2007. 
Mayer moriría el 30 de enero de 2009 por complicaciones derivadas del Parkinson que sufría.